# 2067 (film)
2067 is een Australische sciencefictionfilm uit 2020, geregisseerd en geschreven door Seth Larney naar een behandeling door Gavin Scott Davis, zelf naar Larney's eigen idee. De hoofdrollen worden vertolkt door Kodi Smit-McPhee en Ryan Kwanten.

## Verhaal
In 2067 wordt de Aarde verwoest door klimaatverandering. De beschaving stort in en de zuurstof neemt af. Alleen Australië lijkt zich te verzetten tegen deze catastrofale veranderingen. Wetenschappers creëren een technologie die tijdreizen mogelijk maakt. Er verschijnt een bericht uit 2474 waarin staat dat Ethan Whyte gestuurd moet worden. Hoewel de laatstgenoemde in eerste instantie weigert, vertrekt hij uiteindelijk toch naar de toekomst, als laatste hoop voor de mensheid.

## Rolverdeling
| Acteur                | Personage          |
| --------------------- | ------------------ |
| Kodi Smit-McPhee      | Ethan Whyte        |
| Ryan Kwanten          | Jude Mathers       |
| Sana'a Shaik          | Xanthe Whyte       |
| Aaron Glenane         | Richard Whyte      |
| Deborah Mailman       | Regina Jackson     |
| Damian Walshe-Howling | Billy Mitchell     |
| Leeanna Walsman       | Selene Whyte       |
| Finn Little           | jonge Ethan Whyte  |
| Matt Testro           | jonge Jude Mathers |

## Ontvangst
Op Rotten Tomatoes heeft 2067 een waarde van 31% en een gemiddelde score van 4,90/10, gebaseerd op 32 recensies. Op Metacritic heeft de film een gemiddelde score van 39/100, gebaseerd op 8 recensies.

## Prijzen en nominaties
| Jaar | Prijs                             | Categorie                                                 | Genomineerde(n) | Uitslag     |
| ---- | --------------------------------- | --------------------------------------------------------- | --------------- | ----------- |
| 2021 | AACTA Awards                      | Beste productieontwerp in film                            | Jacinta Leong   | Genomineerd |
| 2021 | Australian Directors Guild Awards | Beste regie in een speelfilm (budget $ 1 miljoen of meer) | Seth Larney     | Genomineerd |